# Foersteria longicauda
Foersteria longicauda är en stekelart som beskrevs av Van Achterberg 1990. Foersteria longicauda ingår i släktet Foersteria och familjen bracksteklar. Inga underarter finns listade i Catalogue of Life.